# Vranče
Vranče (makedonska: Вранче) är en ort i Nordmakedonien. Den ligger i kommunen Dolneni, i den centrala delen av landet, 70 kilometer söder om huvudstaden Skopje. Vranče ligger 601 meter över havet och antalet invånare är 240.